# Atlético Manizales
Atlético Manizales fue un club de fútbol colombiano, de la ciudad de Manizales, Caldas. Fue fundado en 1954 y jugó en la Categoría Primera A dos campeonatos, en 1954 y  1958. 

## Historia
El Atlético Manizales, nació en el año 1954 como el club de fútbol que reemplaza a los desaparecidos Once Deportivo, Deportes Caldas  y Deportivo Manizales, los otros tres clubes de la ciudad de Manizales que habían tomado parte en los seis campeonatos anteriores de la naciente Liga de Fútbol Profesional Colombiano.
Aunque tuvo una buena actuación en su debut en la  Categoría Primera A en ese año de 1954, siendo 4°, no jugó los torneos de 1955, 1956 y 1957 y reapareció en el 1958 teniendo una mala campaña, lo cual unido a problemas financieros lo llevó a finalmente a su definitiva desaparición ene ese mismo año de 1958.

## Estadio
Fernando Londoño Londoño, con capacidad para 20.000 personas. Fue demolido en 1992 y en su lugar fue construido el Estadio Palogrande, donde hoy día juega como local el Once Caldas.

## Uniforme
- Uniforme titular: Camiseta blanca, pantalón blanco, medias blancas
- Uniforme alternativo: Camiseta negra, pantalón blanco, medias blancas

## Datos del club
- Puesto histórico: 41.º
- Temporadas en 1ª: 2 (1954 y 1958)
- Mejor puesto:
  - En Primera A: 4°(1954)
- Peor puesto: 
  - En Primera A: 9°(1958)